# Vanessa Nakate
Vanessa Nakate (Kampala, 1996) és una activista mediambiental ugandesa.
Va créixer a Kampala, i va iniciar el seu activisme el desembre de 2018 després d'haver estat preocupada per les temperatures inusualment altes al seu país. Es va graduar amb una administració empresarial en màrqueting a la Makerere University Business School.

## Activisme pel clima
Inspirada per Greta Thunberg per iniciar el seu propi moviment climàtic a Uganda, Vanessa va iniciar una vaga solitària contra la inacció en la crisi climàtica el gener del 2019. Durant diversos mesos va ser la única manifestant a les portes del Parlament d'Uganda. Finalment, altres joves van començar a respondre a les seves crides a les xarxes socials perquè altres ajudessin a cridar l'atenció sobre la situació dels boscos tropicals al Congo. Nakate va fundar el Youth for Future Africa i el similar Rise Up Movement africà.
El desembre de 2019, Nakate va ser un dels pocs activistes joves que va parlar a la reunió de la COP25 a Madrid.
A principis de gener de 2020, es va unir a una vintena d'altres activistes climàtics joves d'arreu del món per publicar una carta als participants al Fòrum Econòmic Mundial, demanant a empreses, bancs i governs que deixessin immediatament de subvencionar combustibles fòssils. Va ser una dels cinc delegats internacionals convidats per l'Arctic Basecamp a acampar amb ells a Davos durant el Fòrum Econòmic Mundial; els delegats es van unir més tard a una marxa climàtica el darrer dia del Fòrum.
El març de 2022, activistes ambientals ugandesos van atacar el megaprojecte de petroli TotalEnergies a l'Àfrica oriental. L'Assemblea Nacional francesa va rebre quatre activistes juvenils destacats per pressionar el govern perquè prengués una posició sobre el projecte. Vanessa Nakate va ser una d'elles.

## Motivació
En una entrevista amb Amy Goodman per a Democracy Now! el 2019 Nakate va expressar la seva motivació per l'acció climàtica: "El meu país depèn molt de l'agricultura; per tant la majoria de la gent depèn de l'agricultura. Així, si les nostres granges són destruïdes per les inundacions, si les granges són destruïdes per sequeres i la producció de cultius és menor, això vol dir que el preu dels aliments pujarà. De manera que només seran els més privilegiats els qui podran comprar aliments. I són els principals emissors dels nostres països, els que podran sobreviure a la crisi dels aliments, mentre que la majoria de les persones que viuen a pobles i comunitats rurals tenen problemes per obtenir aliments a causa dels preus elevats. I això condueix a la fam i la mort. Literalment, al meu país, la manca de pluja significa inanició i mort per als menys privilegiats".

## Controvèrsia
El gener del 2020, l'agència de notícies Associated Press (AP) va retallar Nakate d'una foto on apareixia amb Greta Thunberg i les activistes Luisa Neubauer, Isabelle Axelsson i Loukina Tille després que assistíssin al Fòrum Econòmic Mundial a Davos. Nakate va acusar els mitjans de comunicació d'una actitud racista; més tard, AP va canviar la foto i va indicar que no hi havia cap mala intenció, sense presentar les seves disculpes. El 27 de gener de 2020, la llavors editora executiva d'AP, Sally Buzbee, va tuitar una disculpa utilitzant el seu compte personal dient que ho lamentava en nom d'AP.